# ファイヤードラゴン
ファイヤードラゴン (Fire Dragon) は、田宮模型（現・タミヤ）から発売された4WD電動ラジオコントロールカー（RCカー）。
漫画『ラジコンボーイ』に登場した電動ラジオコントロールカー「ドラゴンシリーズ」の商品化である。
フルキット・モデルは、サンダードラゴンに次ぐ2作目の車種だが、それ以前のホーネット・シャーシ仕様の初期ボディーのみの単品発売は、サンダードラゴンより早くスーパードラゴンに次ぐ2作目である。
- これは、『月刊コロコロコミック』誌上の読者投稿でスーパードラゴンに次ぐ「新ボディー募集」のコーナーにてグランプリを受賞した「ファイタードラゴン」（この時点で、「ファイヤー」ではなかった）にちなみ、製作された。また、製品化されたパッケージデザインおよび基本色のボディカラーは赤だが、応募された原色は黄緑に近い緑だった。

フルキットRCカーは1989年4月27日に発売された（キット価格は13,800円）。サンダーショットやサンダードラゴンと同じシャーシを使っていたが、ファイヤードラゴンのみフロントダンパーが左右独立タイプになっている。2008年3月には再発売された（本体価格13,800円）。
ミニ四駆
1988年6月に『ファイヤードラゴンjr』として発売された（RCと同じく弟分のサンダードラゴンよりも後の発売であった）。同年と翌年に開催された『レーサーミニ四駆ジャパンカップ』第1回、第2回大会において2年連続で全国総合優勝マシンに輝いている。